# Naissance en 1153
Naissance
- 1149
- 1150
- 1151
- 1152
- 1153
- 1154
- 1155
- 1156
- 1157

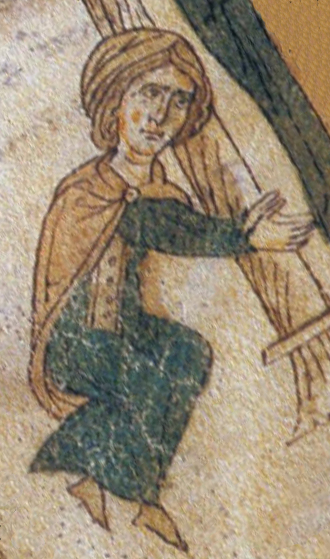
Sybille de Medania, née en 1153.

Cette page dresse une liste de personnalités nées au cours de l'année 1153 :
- 17 août : Guillaume, comte de Poitiers.

- Abi Mohammed Salih, Soufi marocain.
- Fujiwara no Kanefusa, noble et Daijō-daijin du Japon.
- Gaucher IV de Mâcon, seigneur de Salins, de Maîche et de Bourbon.
- Mafalda de Portugal (en), fille d'Alphonse Ier (roi de Portugal).
- Nersès de Lampron, archevêque arménien de Tarse.
- Sibylle d'Acerra, reine de Sicile, épouse du roi Tancrède de Lecce.
- Galéran de Beaumont (en), 4e comte de Warwick.

date incertaine (vers 1153)
- Alexis III Ange, empereur byzantin.
- Richard de Clare (3e comte d'Hertford).

## Crédit d'auteurs
- Cet article est partiellement ou en totalité issu de l'article intitulé « 1153 » (voir la liste des auteurs).